# White Creek
White Creek es un pueblo ubicado en el condado de Washington en el estado estadounidense de Nueva York. En el año 2000 tenía una población de 3,411 habitantes y una densidad poblacional de 27.5 personas por km².

## Geografía
White Creek se encuentra ubicado en las coordenadas 43°0′35″N 73°20′38″O / 43.00972, -73.34389.

## Demografía
Según la Oficina del Censo en 2000 los ingresos medios por hogar en la localidad eran de $34,412, y los ingresos medios por familia eran $40,402. Los hombres tenían unos ingresos medios de $33,237 frente a los $22,143 para las mujeres. La renta per cápita para la localidad era de $16,439. Alrededor del 6.9% de la población estaban por debajo del umbral de pobreza.